# قندیل‌لی (صائم بی‌لی)
قندیل‌لی (به ترکی استانبولی: Kandilli) یک منطقهٔ مسکونی در ترکیه است که در صائم‌بیلی واقع شده‌است.